# Melanoplus picropidzae
Melanoplus picropidzae är en insektsart som beskrevs av Morgan Hebard 1937. Melanoplus picropidzae ingår i släktet Melanoplus och familjen gräshoppor. Inga underarter finns listade i Catalogue of Life.